# Bogga bogotensis
Bogga bogotensis ist eine Art der Landplanarien, die in Südamerika beheimatet ist. Die Art ist der einzige Vertreter der Gattung Bogga. Sie wurde in Bogotá in Kolumbien gefunden.

## Merkmale
Bogga bogotensis hat einen großen, breiten und flachen Körper. In ihrem Kopulationsapparat fehlt ein permanenter Penis, das männliche Atrium genitale weist aber mehrere drüsenartige Papillen auf. Die Ovellin-Kanäle münden direkt in das weibliche Atrium, ohne sich vorher zu einem Kanal zu verbinden.

## Etymologie
Der Gattungsname Bogga ist ein Kofferwort des Artepithetons bogotensis und Amaga, einer anderen Gattung in der Unterfamilie Geoplaninae, der die Art vor der neuen Klassifikation zugeordnet war.
Das Artepitheton bezieht sich auf den Fundort Bogotá.